# Pomnik „Pragnienie”

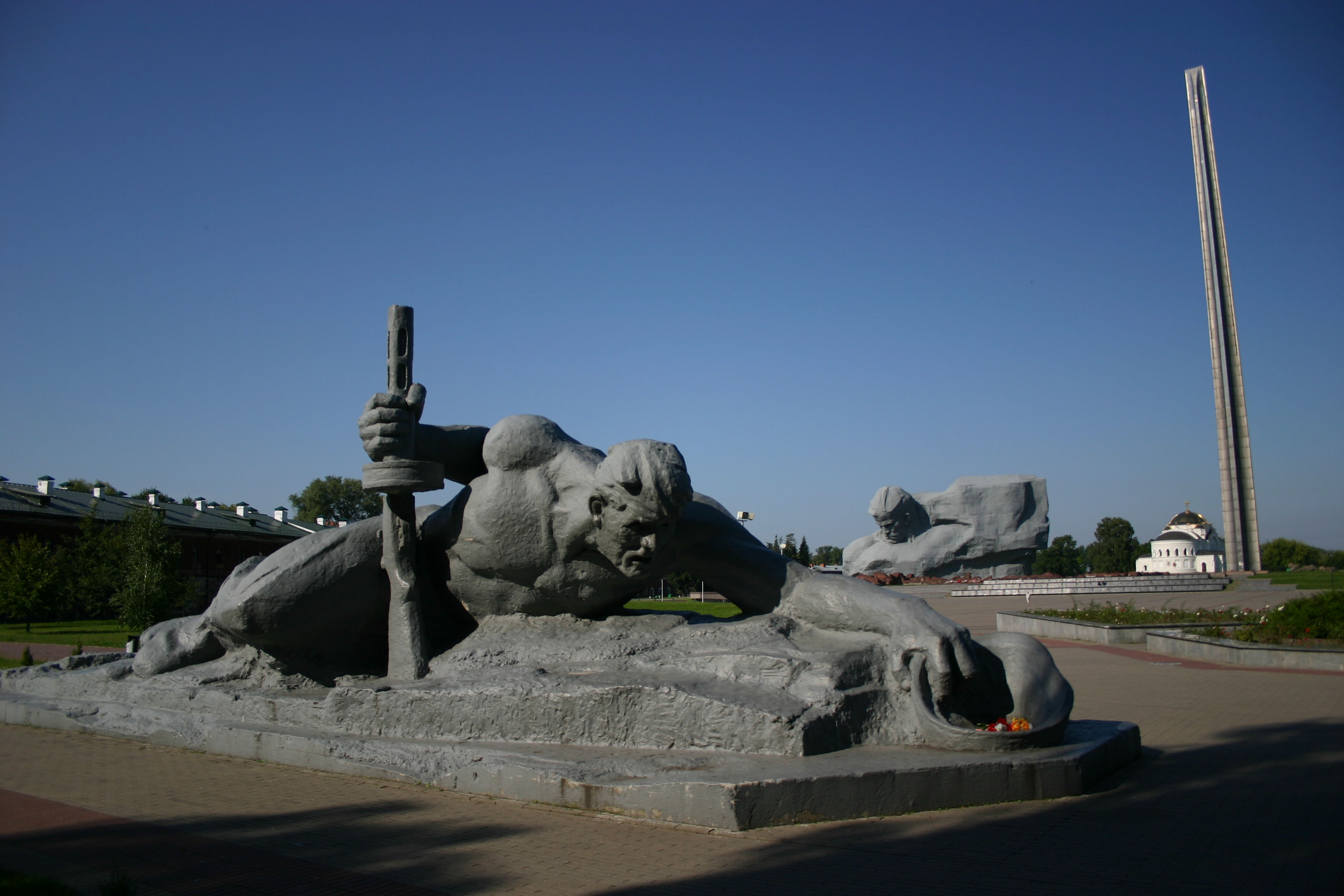
Skulpturalna kompozycja „Pragnienie” w Twierdzy Brzeskiej

Pomnik „Pragnienie” (biał. Памятнік „Жажда”, Pamyatnik „Zhazhda”) – jeden z monumentów kompleksu pamięci „Twierdza Brzeska – Bohater”. Jest poświęcony obrońcom twierdzy z czasów II wojny światowej. Monument przedstawia żołnierza próbującego dosięgnąć wody, symbolizując pragnienie – zarówno fizyczne, jak i duchowe – podczas oblężenia Twierdzy Brzeskiej przez wojska niemieckie.

## Opis pomnika
Pomnik „Pragnienie” przedstawia monumentalną rzeźbę ukazującą wyczerpanego pragnieniem żołnierza. Znajduje się on w pozycji klęczącej, z pochylonym korpusem, wyrażając skrajne zmęczenie i cierpienie. W jednej ręce żołnierz trzyma hełm, który wyciąga do przodu, jakby próbował zaczerpnąć wodę z niewidzialnego źródła.
Twarz żołnierza została wyrzeźbiona z maksymalną wyrazistością: oddaje ból, rozpacz i ogromne napięcie. Jego rysy są surowe, wyraźnie zarysowane, co podkreśla trudne warunki, w jakich znajdowali się obrońcy Twierdzy Brzeskiej.

### Materiał oraz rozmiar pomnika
Pomnik „Pragnienie” w Twierdzy Brzeskiej to monumentalna kompozycja rzeźbiarska o długości 13 metrów, wykonana z dekoracyjnego żelbetu – materiału powszechnie stosowanego przy budowie monumentalnych konstrukcji w Związku Radzieckim. Całkowita waga konstrukcji wynosi 720 ton, a rozmiar figury jest pięciokrotnie większy od naturalnych proporcji.
Szary beton, z którego wykonano rzeźbę, ma surową, miejscami chropowatą powierzchnię.

### Położenie w kompleksie
Kompozycja rzeźbiarska „Pragnienie” znajduje się w Cytadeli Twierdzy Brzeskiej (po lewej stronie mostu, idąc w stronę twierdzy od „Gwiazdy”), położonej w mieście Brześć, w południowo-zachodniej Białorusi na lewym brzegu odnogi rzeki Muchawiec, która wpada do Bugu Zachodniego.

## Autor
Autorem pomnika „Pragnienie” jest radziecki rzeźbiarz, Ludowy Artysta ZSRR, Aleksandr Kibałnikow. Był jednym z twórców rzeźby monumentalnej, aktywnie uczestniczył w tworzeniu pomników poświęconych Wielkiej Wojnie Ojczyźnianej. Pomnik „Pragnienie” w Twierdzy Brzeskiej jest jednym z najbardziej znanych dzieł Kibałnikowa. Jego autorstwa są również rzeźba „Żołnierz” i obelisk „Sztych”, które wchodzą w skład memoriału Twierdza Brzeska.

## Kontekst historyczny
Twierdza Brzeska odegrała kluczową rolę w pierwszych dniach napaści Niemiec na ZSRR. 22 czerwca 1941 roku twierdza została nagle zaatakowana przez wojska niemieckie. Pomimo ogromnej przewagi liczebnej przeciwnika, jej załoga stawiała zacięty opór.
Obrona twierdzy trwała około miesiąca. Jednym z najbardziej tragicznych aspektów oblężenia był brak dostępu do wody, gdyż niemieckie wojska odcięły obrońcom dostęp do rzeki Muchawiec. Żołnierze ryzykowali życie, próbując dotrzeć do wody pod ostrzałem wroga.

### Bohater pomnika
Pomnik „Pragnienie” inspirowany jest prawdziwą historią starszego sierżanta Wiaczesława Meiera, który podczas oblężenia Twierdzy Brzeskiej walczył mimo silnego pragnienia. Pewnego dnia, nie mówiąc nikomu, Meier chwycił menażkę i pobiegł po wodę. Miał szczęście, gdyż niemieccy strzelcy nie zdążyli zareagować. Udało mu się zdobyć wodę i dostarczyć ją rannym, po czym zginął od strzału. Przed śmiercią zdążył powiedzieć tylko: „Woda rannym”.
Pośmiertnie Meier został odznaczony Orderem Wojny Ojczyźnianej II stopnia.

## Wzmianki w kulturze
Monument „Pragnienie” wielokrotnie pojawiał się w różnych dziełach poświęconych Wielkiej Wojnie Ojczyźnianej. Stał się symbolem odwagi i wytrwałości obrońców Twierdzy Brzeskiej. Ponadto pomnik jest popularnym obiektem turystycznym.

### Filmy
- „Twierdza Brzeska” (2010): Film ten szczegółowo opowiada o wydarzeniach związanych z obroną Twierdzy Brzeskiej, w tym o pomniku „Pragnienie”[5];
- „Pragnienie pamięci” (2017): Film dokumentalny poświęcony historii pomnika „Pragnienie” i bohaterstwu żołnierzy Twierdzy Brzeskiej[6].

### Literatura
- „Twierdza Brzeska” Siergieja Smirnowa: Książka opisuje heroizm obrońców twierdzy, w tym epizody związane z pomnikiem „Pragnienie”[7].